# فرودگاه صحرایی ارتشی آلن
فرودگاه صحرایی ارتشی آلن (به انگلیسی: Allen Army Airfield) یک فرودگاه همگانی و نظامی بهره‌برداری هوایی با کد یاتا BIG است که یک باند فرود آسفالت دارد و طول باند آن ۲۷۴۳ متر است. این فرودگاه در شهر فورت گریلی، آلاسکا کشور ایالات متحده آمریکا قرار دارد و در ارتفاع ۳۹۳ متری از سطح دریا واقع شده است.